# 第67回ベルリン国際映画祭
第67回ベルリン国際映画祭 （ベルリン）は2017年2月9日から19日まで開催された。
金熊名誉賞はイタリアの衣装デザイナーのミレーナ・カノネロが受賞した。『永遠のジャンゴ』（エチエンヌ・コマール監督）がオープニング作品として上映された。ハンガリーのドラマ映画『心と体と』（イルディコー・エニェディ監督）が金熊賞を受賞し、クロージング作品としても上映された

## 審査員

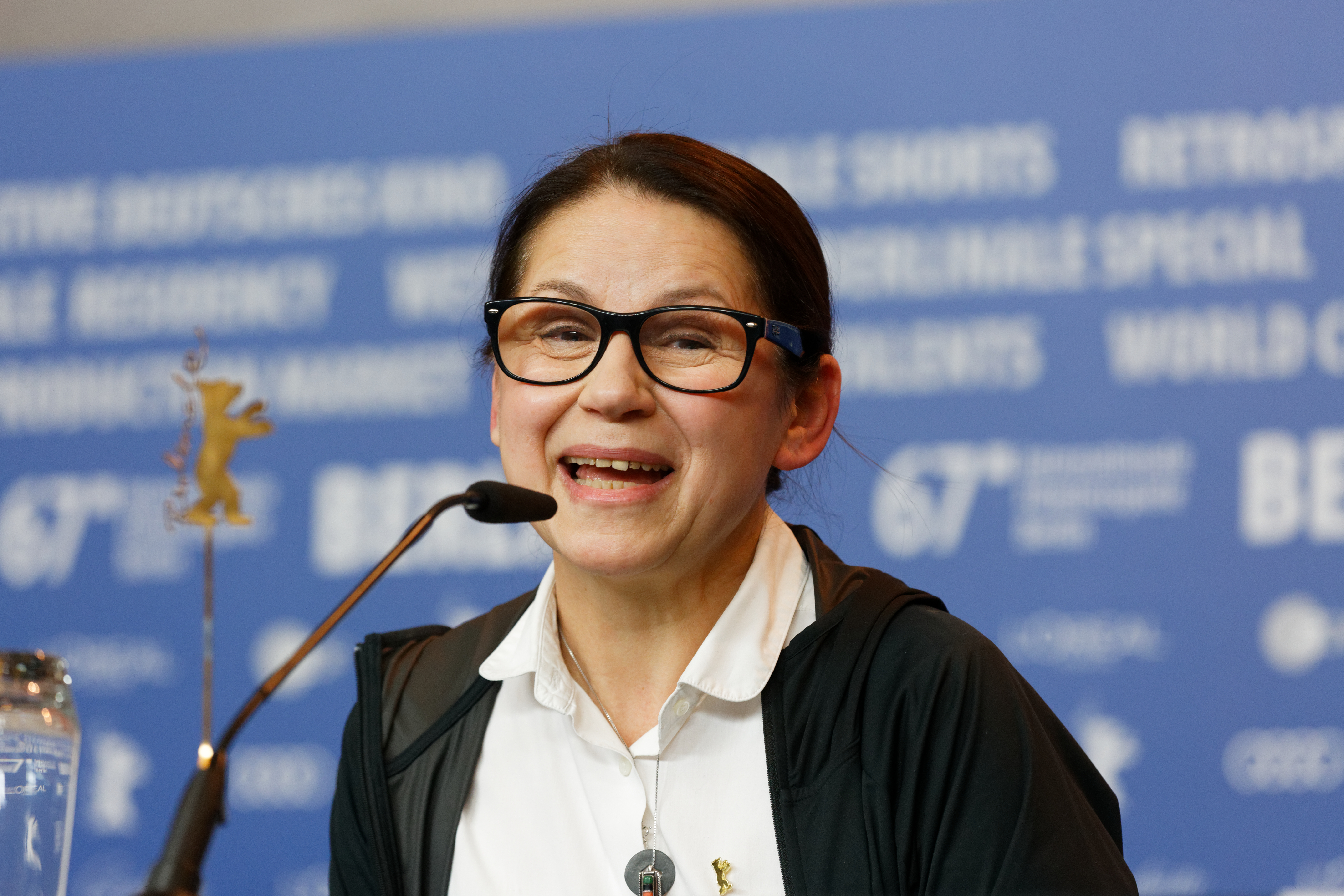
ベルリンの記者会見でのイルディコ・エニェディ。受賞した映画「テストル・エ・レクレル」（英語の映画祭タイトル： 身体と魂について ）

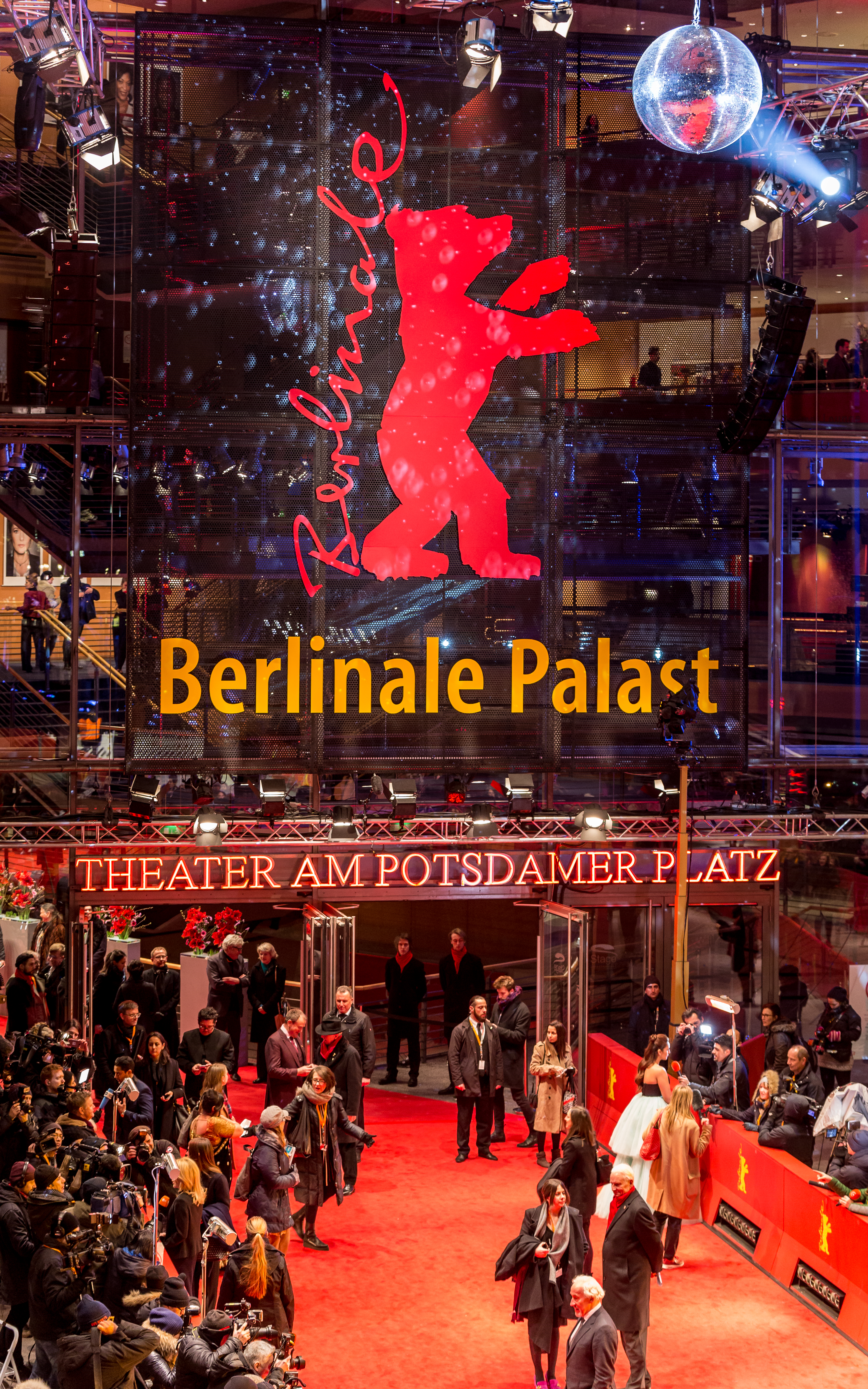
ベルリナーレ ベルリナーレ2017年の様子

### コンペティション部門

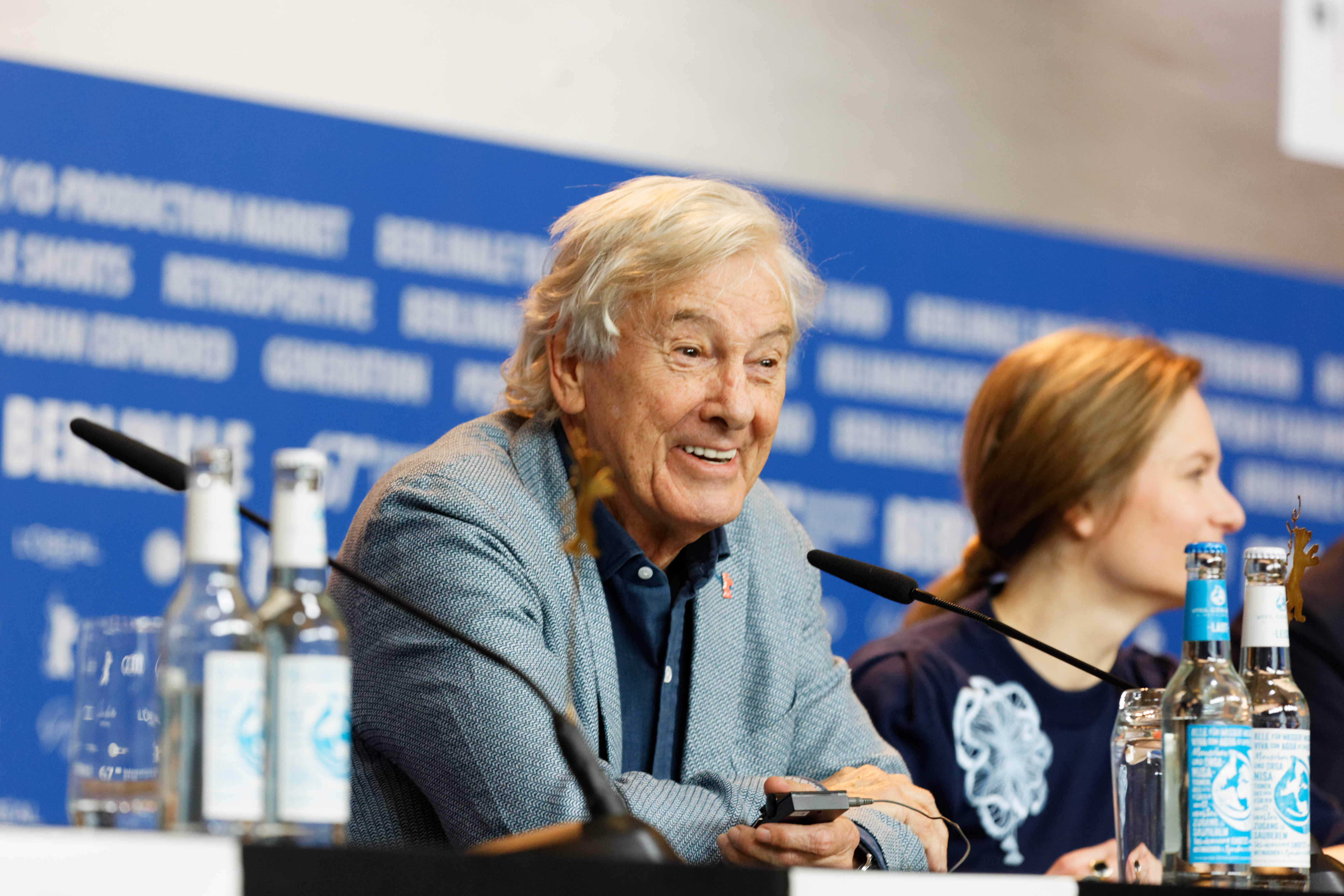
ポール・バーホーベン 2017ベルリナーレで

コンペティション部門では以下の人物が審査員を務めた
- ポール・バーホーベン - オランダの映画監督（審査員長）

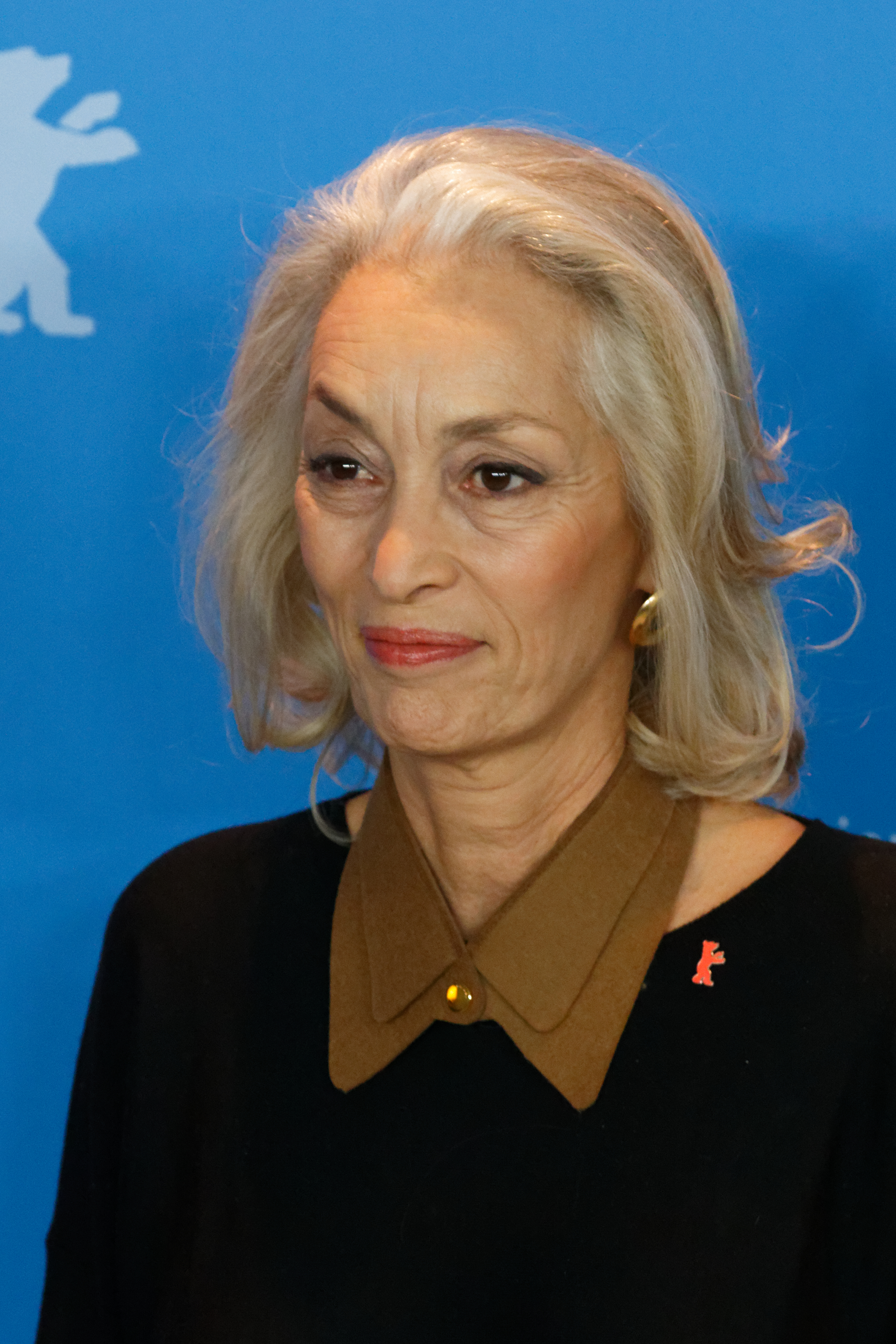
Dora Bouchoucha Fourati 、チュニジア映画プロデューサー
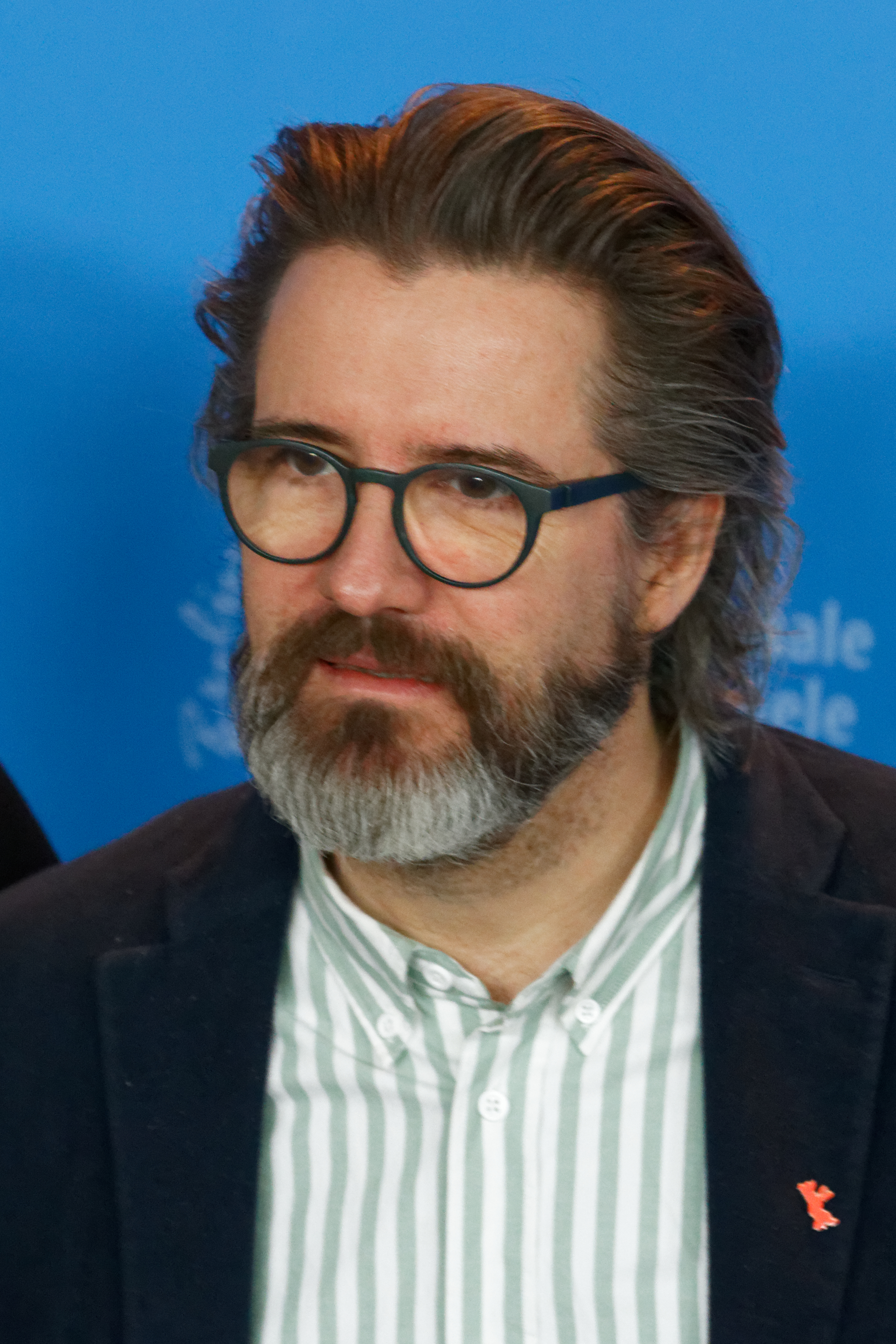
オラファー・エリアソン 、アイスランドのアーティスト
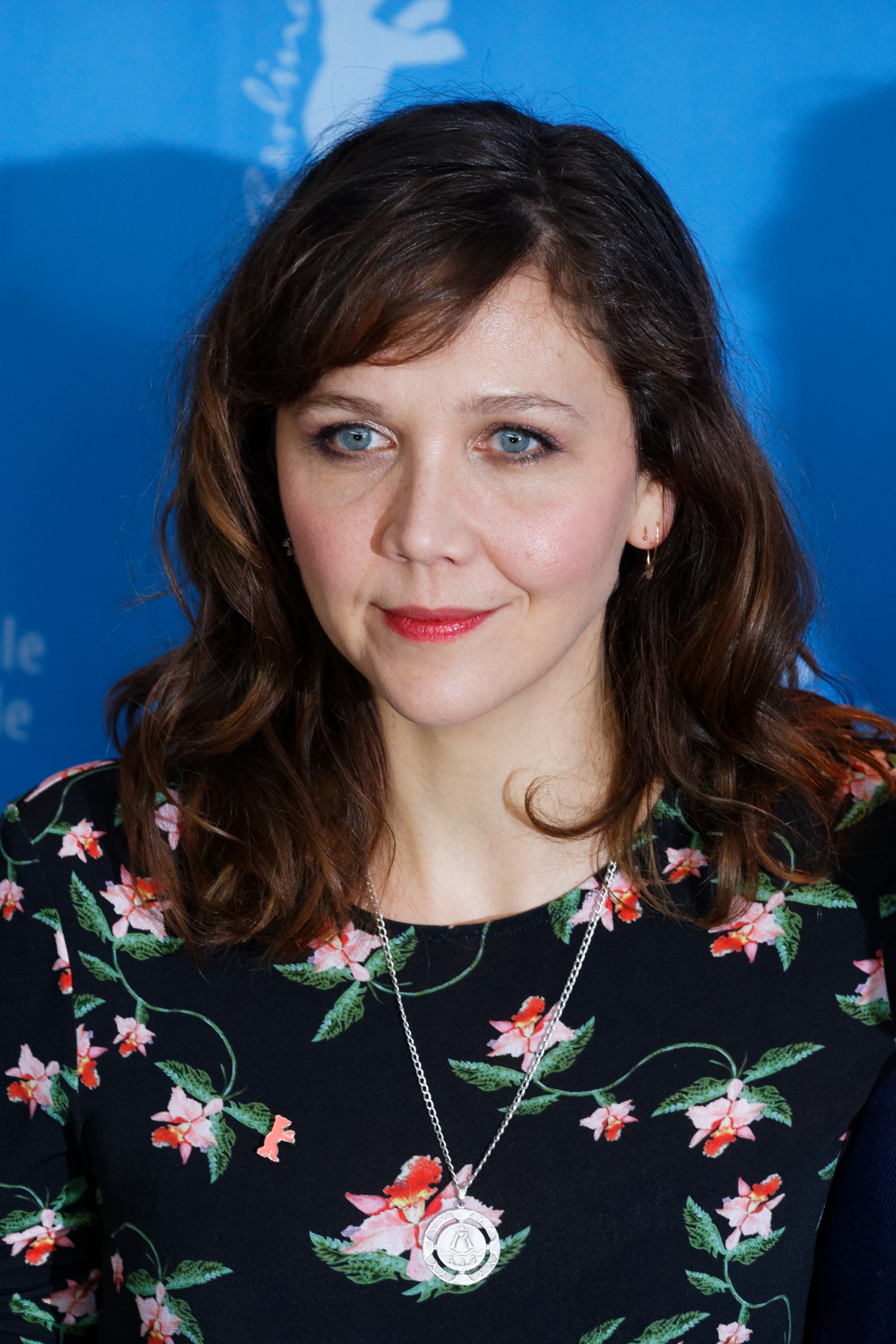
マギー・ギレンホール 、アメリカの女優
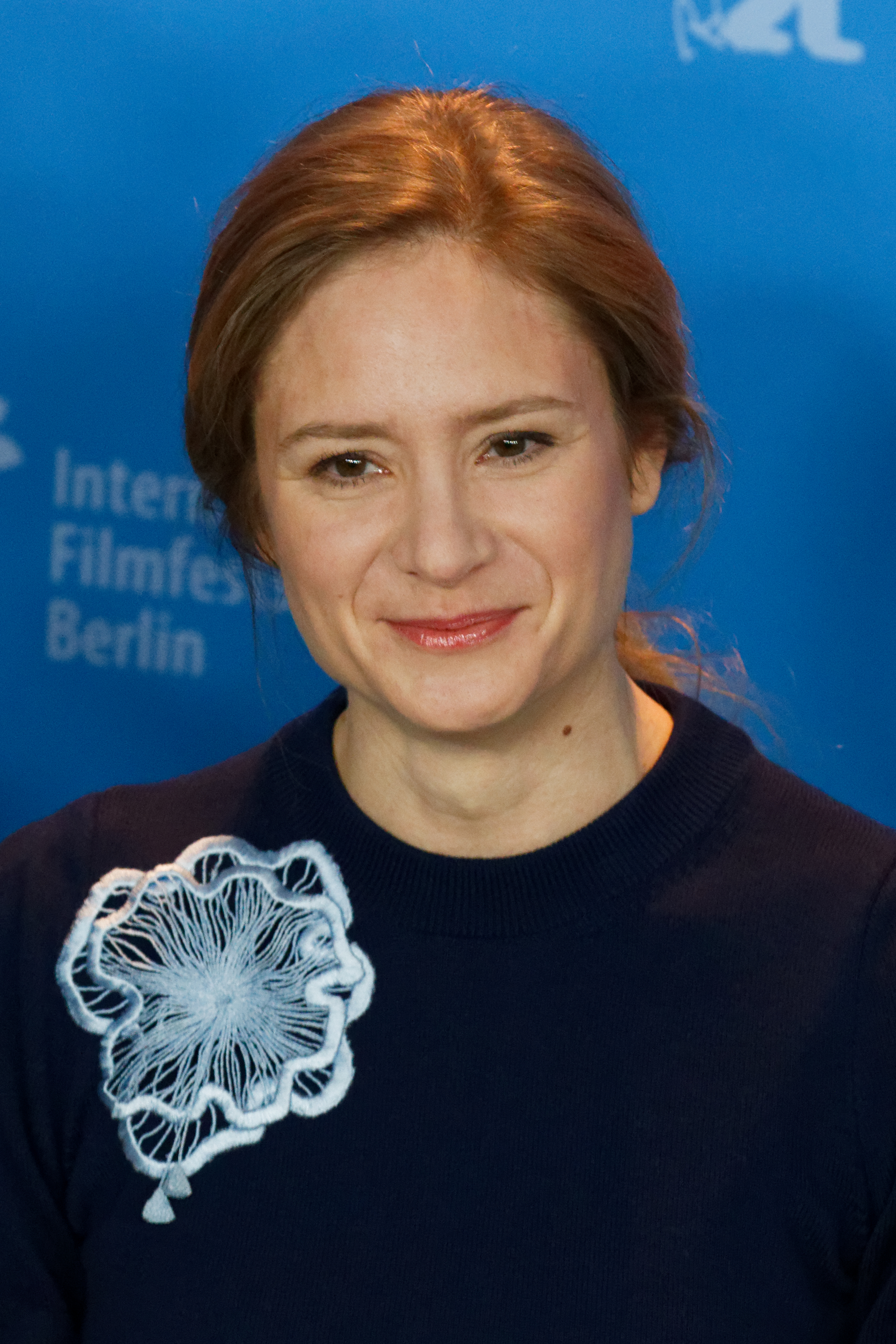
ユリア・イェンチ 、ドイツ女優（ 銀熊賞 (女優賞) 2005）
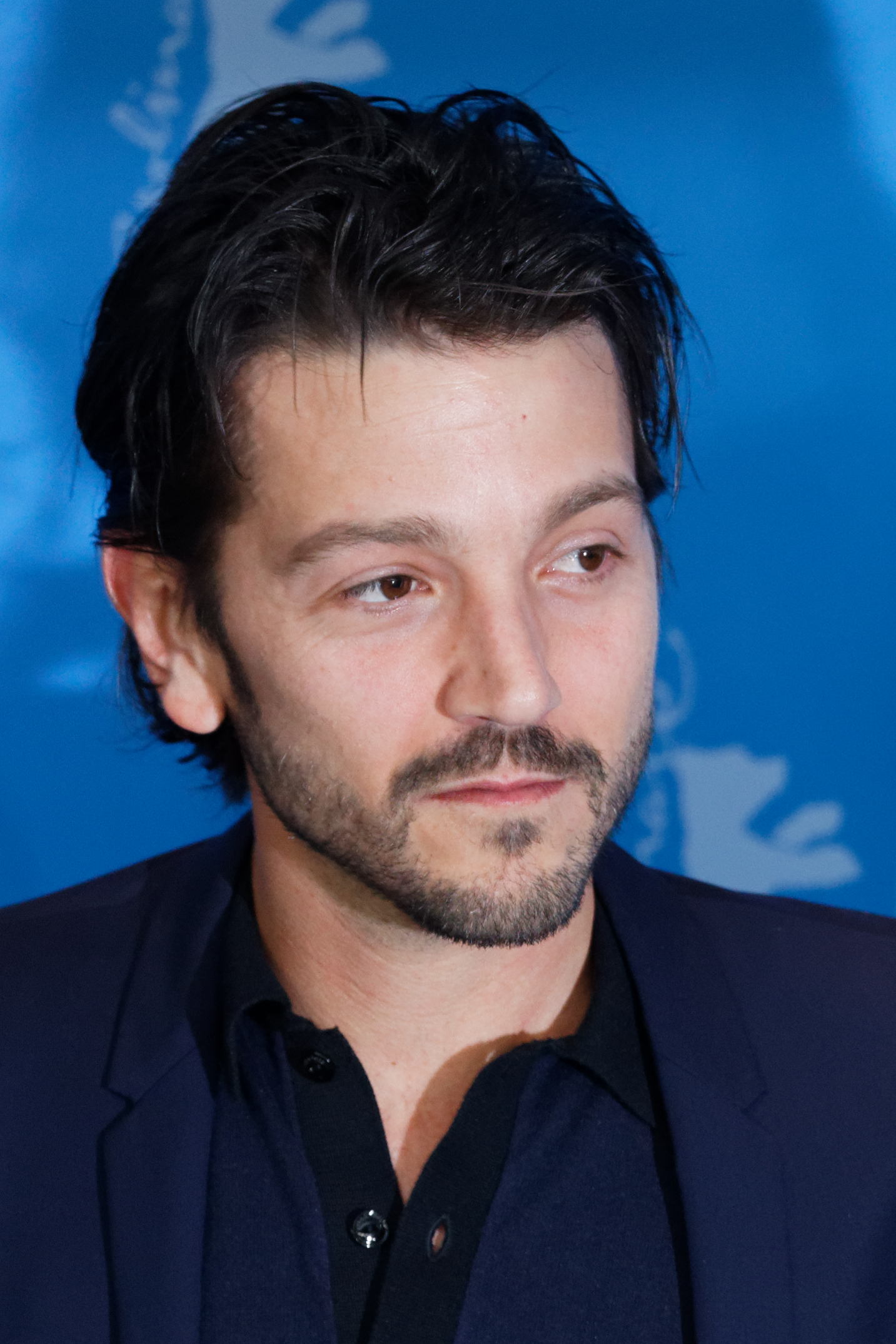
ディエゴ・ルナ 、メキシコの俳優兼監督
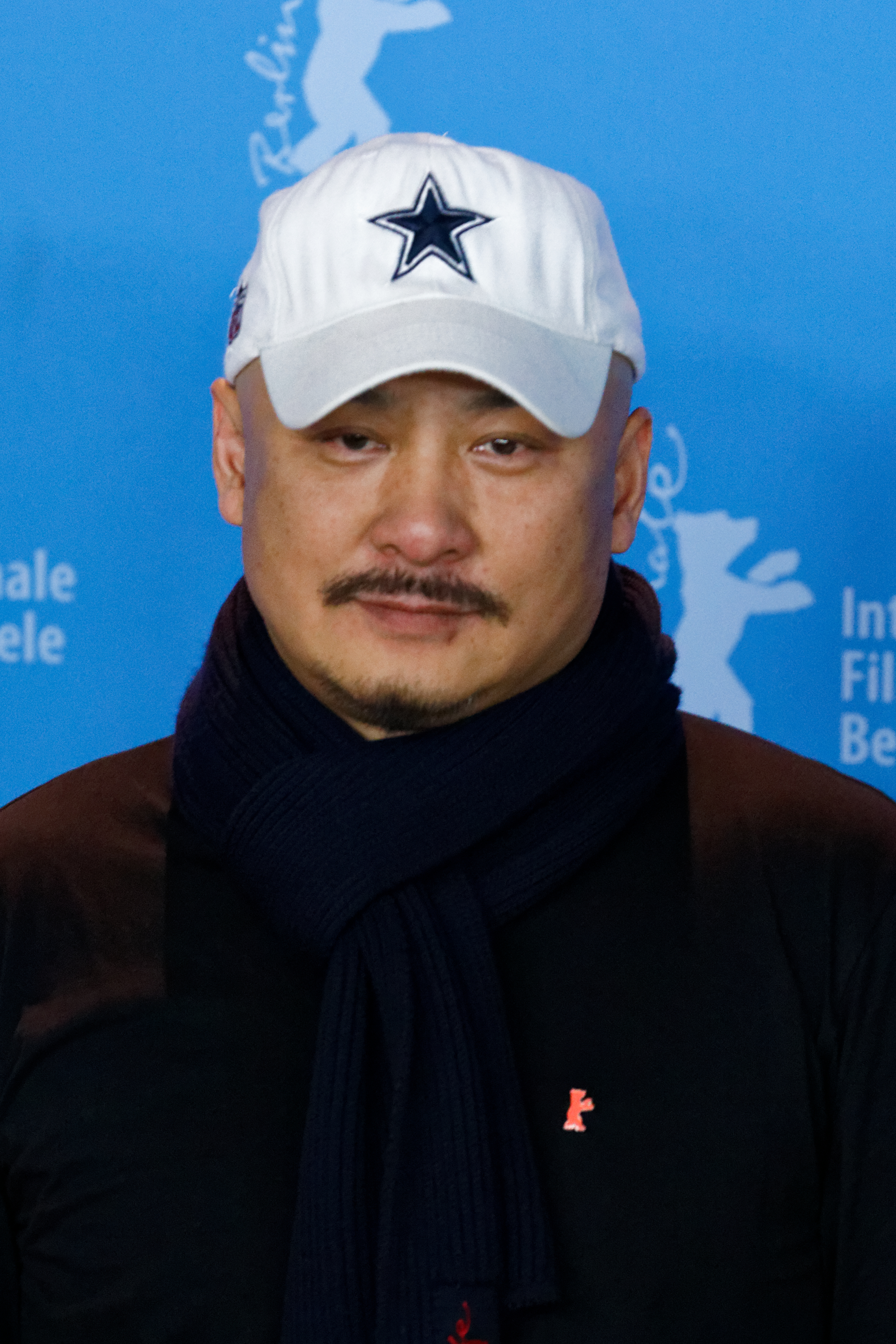
ワン・チュアンアン 、中国監督兼脚本家（ 金熊賞 2007、 銀熊賞 (脚本賞) 2010）

#### 上映映画
| コンペテイション部門に複数回招待された監督 | 招待回数 |
| --- | -------- |
| フォルカー・シュレンドルフ | 4        |
| ホン・サンス | 3        |
| トーマス・アルスラン 、 アラン・ゴミス 、 アグニェシュカ・ホランド 、 セバスチャン・レリオ 、 オーレン ・ムーバーマン 、 キャリン・ピーター・ネッツァー 、 サリー・ポッター 、 サブ 、 アンドレス・ベイエル | 2        |

金熊賞の候補となる映画18本は、2016年12月15日、2017年1月10日 、1月20日に発表された 。 
| タイトル                                                                                   | 監督                         | 国                                                               | 出演者 |
| ------------------------------------------------------------------------------------------ | ---------------------------- | ---------------------------------------------------------------- | --- |
| Ana, mon amour                                                                             | カリン・ピーター・ネッツァー | ルーマニア, ドイツ, フランス                                     | Mircea Postelnicu, Diana Cavallioti, Carmen Tănase, Adrian Titieni, Vlad Ivanov                                                                                        |
| 夜の浜辺でひとり On the Beach at Night Alone (Bamui haebyun-eoseo honja)                   | ホン・サンス                 | 韓国                                                             | キム・ミニ, Seo Younghwa, チョン・ジェヨン, 文盛瑾, Kwon Haehyo, ソン・ソンミ, Ahn Jaehong, Park Yeaju                                                                 |
| Beuys                                                                                      | Andres Veiel                 | ドイツ                                                           | Dokumentarfilm |
| Colo                                                                                       | Teresa Villaverde            | ポルトガル, フランス                                             | João Pedro Vaz, Alice Albergaria Borges, Beatriz Batarda, Clara Jost                                                                                                   |
| 冷たい晩餐 The Dinner                                                                      | オーレン・ムーヴァーマン     | アメリカ                                                         | リチャード・ギア, ローラ・リニー, スティーヴ・クーガン, レベッカ・ホール, クロエ・セヴィニー                                                                           |
| 永遠のジャンゴ Django                                                                      | Étienne Comar                | フランス                                                         | レダ・カテブ, セシル・ドゥ・フランス, Antoine Laurent, Aloïse Sauvage                                                                                                  |
| わたしは、幸福 Félicité                                                                    | Alain Gomis                  | フランス, セネガル, ベルギー, ドイツ, レバノン                   | Véro Tshanda Beya, Gaetan Claudia, Papi Mpaka |
| Hao ji le (Have a Nice Day / Einen schönen Tag noch)                                       | Liu Jian                     | 中国                                                             | Animationsfilm |
| Helle Nächte (Bright Nights)                                                               | Thomas Arslan                | ドイツ, ノルウェー                                               | Georg Friedrich, Tristan Göbel, Marie Leuenberger, Hanna Karlberg |
| Joaquim                                                                                    | Marcelo Gomes                | ブラジル, ポルトガル                                             | Julio Machado, Isabél Zuaa, Nuno Lopes, Rômulo Braga, Welket Bungué, Karay Rya Pua                                                                                     |
| Mr.Long/ミスター・ロン Mr. Long                                                            | SABU                         | 日本, ドイツ, 香港, 中国, 台湾                                   | チャン・チェン, 青柳翔, イレブン・ヤオ, バイ・ルンイン |
| ナチュラルウーマン Eine fantastische Frau (Una mujer fantástica / A Fantastic Woman)       | セバスティアン・レリオ       | チリ, ドイツ, アメリカ, スペイン                                 | ダニエラ・ベガ, Francisco Reyes, Luis Gnecco, Aline Küppenheim, Amparo Noguera                                                                                         |
| サリー・ポッターの ザ・パーティー The Party                                                | サリー・ポッター             | イングランド                                                     | パトリシア・クラークソン, ブルーノ・ガンツ, チェリー・ジョーンズ, エミリー・モーティマー, キリアン・マーフィー, クリスティン・スコット・トーマス, ティモシー・スポール |
| Die Spur (Pokot / Spoor)                                                                   | アニエスカ・ホランド         | ポーランド, ドイツ, チェコ共和国、スウェーデン、スロバキア共和国 | Agnieszka Mandat, Wiktor Zborowski, Miroslav Krobot, Jakub Gierszał, Patricia Volny, Borys Szyc                                                                        |
| 男と女、モントーク岬で Rückkehr nach Montauk (Return to Montauk)                           | フォルカー・シュレンドルフ   | ドイツ, フランス, アイルランド                                   | ステラン・スカルスガルド, ニーナ・ホス, Susanne Wolff, ニエル・アレストリュプ                                                                                          |
| 心と体と Körper und Seele (Testről és lélekről / On Body and Soul)                         | エニェディ・イルディコー     | ハンガリー                                                       | Géza Morcsányi, Alexandra Borbély, Zoltán Schneider |
| 希望のかなた Die andere Seite der Hoffnung (Toivon tuolla puolen / The Other Side of Hope) | アキ・カウリスマキ           | フィンランド                                                     | Sakari Kuosmanen, Sherwan Haji |
| Wilde Maus (Wild Mouse)                                                                    | Josef Hader                  | オーストリア                                                     | Josef Hader, Pia Hierzegger, Georg Friedrich, Jörg Hartmann, デニス・モシットー                                                                                        |

コンペティション外
- エルバー（バー） -監督： アレックス・デ・ラ・イグレシア （スペイン）、とブランカ・スアレス 、 マリオ・カサス 、 カルメン町 、 Terele Pavez 、 セカン・デ・ラ・ローザ 、 アレハンドロ・アワダ 、 ホアキン・Climent 、 ハイメ・オルドネス
- ジャコメッティ 最後の肖像 -監督： スタンリー・トゥッチ （イギリス/フランス）、 ジェフリー・ラッシュ 、 アーミー・ハンマー 、 クレメンス・ポエジー 、 トニー・シャルーブ 、 ジェームズ・フォークナー 、 シルヴィー・テストー
- ローガン-ウルヴァリン -監督： ジェームズ・マンゴールド （アメリカ）、 ヒュー・ジャックマン 、 パトリック・スチュワート 、 ダフネ・キーン 、 ボイド・ホルブルック 、 スティーブン・マーチャント 、 ドリス・モルガド 、 エリザベス・ロドリゲス
- ビアトリスによるキス （セージファム） -監督： マーティンプロヴォスト （フランス/ベルギー）、 キャサリンフロット 、 キャサリンドヌーブ 、 オリヴィエグルメ
- T2トレインスポッティング -監督： ダニー・ボイル （UK）、とユアン・マクレガー 、 ロバート・カーライル 、 ジョニー・リー・ミラー 、 ユエン・ブレムナー
- 総督の家（ インドのスター ） -監督： グリンダ・チャーダ （インド、英国）、とヒューボンネビル 、 ジリアン・アンダーソン 、 マニッシュ・ダイヤル 、 ヒューマ・カーズヒ

### ベルリンショーツ部門
| タイトル (参考タイトル)                                | 監督                               | 国                               |
| ------------------------------------------------------ | ---------------------------------- | -------------------------------- |
| Altas Cidades de Ossadas (Hohe Städte aus Totengebein) | João Salaviza                      | ポルトガル                       |
| Avant l’envol                                          | Laurence Bonvin                    | スイス                           |
| The Boy from H2 (Der Junge aus H2)                     | Helen Yanovsky                     | Israel, Palästinensische Gebiete |
| Call of Cuteness                                       | Brenda Lien                        | ドイツ                           |
| Centauro (Zentaur)                                     | Nicolás Suárez                     | Argentinien                      |
| Cidade Pequena (Kleine Stadt)                          | Diogo Costa Amarante               | ポルトガル                       |
| Coup de Grâce (Gnadenschuss)                           | Salomé Lamas                       | ポルトガル                       |
| The Crying Conch                                       | Vincent Toi                        | Kanada                           |
| Ensueño en la Pradera (Träumerei in der Prärie)        | Esteban Arrangoiz Julien           | Mexiko                           |
| Estás vendo coisas (Du siehst Dinge)                   | Bárbara Wagner & Benjamin de Burca | ブラジル                         |
| Everything                                             | David OReilly                      | アメリカ, Irland                 |
| Le film de l’été (Der Film des Sommers)                | Emmanuel Marre                     | フランス, ベルギー               |
| Fishing Is Not Done On Tuesdays                        | Lukas Marxt, Marcel Odenbach       | ドイツ, オーストリア             |
| Fuera de Temporada (Außerhalb der Saison)              | Sabrina Campos                     | Argentinien                      |
| Hiwa                                                   | Jacqueline Lentzou                 | Griechenland                     |
| Os Humores Artificiais (Die Künstlichen Humore)        | Gabriel Abrantes                   | ポルトガル                       |
| keep that dream burning                                | Rainer Kohlberger                  | ドイツ, オーストリア             |
| Kometen (Der Komet)                                    | Victor Lindgren                    | Schweden                         |
| Martin Pleure (Martin weint)                           | Jonathan Vinel                     | フランス                         |
| Miss Holocaust                                         | Michalina Musielak                 | Polen, ドイツ                    |
| Oh Brother Octopus                                     | Florian Kunert                     | ドイツ                           |
| The Rabbit Hunt                                        | Patrick Bresnan                    | アメリカ                         |
| Street of Death                                        | Karam Ghossein                     | レバノン, ドイツ                 |

コンペティション外

### パノラマ部門
2016年12月に43か国からの合計51本の映画（30本の長編映画と21本のドキュメンタリーを含む）が発表され、テーマは「北米、南米、アフリカの黒人の歴史」とヨーロッパの進歩軍（「ヨーロッパヨーロッパ」）起因します。 メインセクションプログラムは、長編映画「The Wound 」で始まります。  寄付は25日に完了しました。 2017年1月。 

#### 長編映画
| タイトル                                      | 監督                     | 国                                                             | Darsteller (Auswahl) |
| --------------------------------------------- | ------------------------ | -------------------------------------------------------------- | --- |
| 1945                                          | Ferenc Török             | Ungarn                                                         | Péter Rudolf, Bence Tasnádi, Tamás Szabó Kimmel, Dóra Sztarenki, Eszter Nagy-Kálózy                                                       |
| ベルリン・シンドローム Berlin Syndrome        | ケイト・ショートランド   | オーストラリア                                                 | テリーサ・パーマー, マックス・リーメルト                                                                                                  |
| Bing Lang Xue (The Taste of Betel Nut)        | Hu Jia                   | Hongkong, VR China                                             | Zhao Bing Rui, Yue Ye, Shen Shi Yu |
| 君の名前で僕を呼んで Call Me by Your Name     | ルカ・グァダニーノ       | イタリア, フランス                                             | アーミー・ハマー, ティモシー・シャラメ, マイケル・スタールバーグ, アミラ・カサール, Esther Garrel, Victoire Du Bois                       |
| 馬を放つ Centaur                              | アクタン・アリム・クバト | キルギスタン, フランス, ドイツ, オランダ                       | Nuraly Tursunkojoev, Zarema Asanalieva, Aktan Arym Kubat                                                                                  |
| Ciao Ciao                                     | Song Chuan               | フランス, VR China                                             | Liang Xueqin, Zhang Yu |
| Como Nossos Pais (Just Like Our Parents)      | Laís Bodanzky            | ブラジル                                                       | Maria Ribeiro, Clarisse Abujamra, Paulo Vilhena, Felipe Rocha, Jorge Mautner, Herson Capri, Sophia Valverde, Annalara Prates              |
| Discreet                                      | Travis Mathews           | アメリカ合衆国                                                 | Jonny Mars, Atsuko Okatsuko, Joy Cunningham, Bob Swaffar                                                                                  |
| Ghost in the Mountains                        | Yang Heng                | VR China                                                       | Tang Shenggang, Liang Yu, Shang Meitong, Xiang Peng, Zhang Yun                                                                            |
| ゴッズ・オウン・カントリー God’s Own Country  | Francis Lee              | イギリス                                                       | Josh O’Connor, アレック・セカレアヌ, ジェマ・ジョーンズ, イアン・ハート                                                                   |
| Headbang Lullaby                              | Hicham Lasri             | モロッコ, フランス, カタール, レバノン                         | Aziz Hattab, Latefa Ahrrare, Zoubir Abou el Fadl, El Jirari Benaissa, Salma Eddlimi, Adil Abatorab                                        |
| Honeygiver Among the Dogs                     | Dechen Roder             | ブータン                                                       | Jamyang Jamtsho Wangchuk, Sonam Tashi Choden                                                                                              |
| Hostages                                      | Rezo Gigineishvili       | Russische Föderation, Georgien, Polen                          | メラーブ・ニニッゼ, Darejan Kharshiladze, Tina Dalakishvili, Irakli Kvirikadze                                                            |
| Insyriated                                    | Philippe Van Leeuw       | ベルギー, フランス, レバノン                                   | ヒアム・アッバス, Diamand Abou Abboud, Juliette Navis, Mohsen Abbas, Moustapha Al Kar                                                     |
| 彼らが本気で編むときは、 (Close-Knit)         | 荻上直子                 | 日本                                                           | 生田斗真, 柿原りんか, 桐谷健太 |
| Kaygı (Inflame)                               | Ceylan Özgün Özçelik     | Türkei                                                         | Algı Eke, Özgür Çevik |
| Kongens Nei (The King’s Choice)               | Erik Poppe               | ノルウェー, スウェーデン, デンマーク, アイルランド             | イェスパー・クリステンセン, Anders Baasmo Christiansen, カール・マルコヴィックス, Tuva Novotny, Katharina Schüttler, ユリアーネ・ケーラー |
| The Misandrists                               | ブルース・ラ・ブルース   | ドイツ                                                         | Susanne Sachsse, Kembra Pfahler |
| One Thousand Ropes                            | Tusi Tamasese            | ニュージーランド                                               | Uelese Petaia, Frankie Adams, Væle Sima Urale, Ene Petaia, Beulah Koale, Anapela Polataivao                                               |
| Pendular                                      | Julia Murat              | ブラジル, Argentinien, フランス                                | Raquel Karro, Rodrigo Bolzan |
| Pieles (Skins)                                | Eduardo Casanova         | Spanien                                                        | Ana Polvorosa, Candela Peña, カルメン・マチ, Macarena Gómez, Secun de la Rosa, ジョン・コルタジャレナ, Antonio Duran „Morris“, Eloi Costa |
| Rekvijem za gospodju J. (Requiem for Mrs. J.) | Bojan Vuletić            | Serbien, Bulgarien, Mazedonien, Russische Föderation, フランス | ミリャナ・カラノヴィッチ, Jovana Gavrilović, Danica Nedeljković, Vučić Perović                                                            |
| Tiger Girl                                    | Jakob Lass               | ドイツ                                                         | Ella Rumpf, Maria Dragus |
| Vaya                                          | Akin Omotoso             | 南アフリカ共和国                                               | Mncedisi Shabangu, Zimkhitha Nyoka, Nomonde Mbusi, Sihle Xaba, Warren Masemola, Zimkhitha Nyoka, Nomonde Mbusi, Azwile Chamane            |
| Vazante                                       | Daniela Thomas           | ブラジル, ポルトガル                                           | Adriano Carvalho, Luana Nastas, Juliana Carneiro da Cunha, Sandra Corveloni, Roberto Audio                                                |
| When the Day Had no Name                      | Teona Mitevska           | Mazedonien, ベルギー, Slowenien                                | Leon Ristov, Hanis Bagashov, Dragan Mishevski, Stefan Kitanovic, Igorco Postolov, Ivan Vrtev Soptrajanov                                  |
| The Wound                                     | John Trengove            | 南アフリカ共和国, ドイツ, オランダ, フランス                   | Nakhane Touré, Bongile Mantsai, Niza Jay Ncoyini                                                                                          |

#### ドキュメンタリー部門（「ドキュメント」）
| 映画タイトル（参考タイトル）                                                                  | 方向                               | 国                                     |
| --------------------------------------------------------------------------------------------- | ---------------------------------- | -------------------------------------- |
| Belinda（ベリンダ）                                                                           | Marie Dumora                       | フランス                               |
| Bones of Contention（争いの骨）                                                               | Andrea Weiss                       | 米国                                   |
| Casting JonBenet                                                                              | Kitty Green                        | 米国                                   |
| Chavela（チャベラ）                                                                           | Catherine Gund 、 デアシャ・チー   | 米国                                   |
| Combat au bout de la nuit （Fighting Through the Night：夜の戦い）                            | Sylvain L’Espérance                | カナダ                                 |
| Denk ich an Deutschland in der Nacht （If I Think of Germany at Night：夜にドイツを考えると） | Romuald Karmakar                   | ドイツ                                 |
| Dream Boat（ドリームボート）                                                                  | Tristan Ferland Milewski           | ドイツ                                 |
| Erase and Forget（消去して忘れる）                                                            | Andrea Luka Zimmerman              | イギリス                               |
| Fluidø（FLUIDO）                                                                              | Shu Lea Cheang                     | ドイツ                                 |
| Fra balkongen （From the Balcony：バルコニーから）                                            | Ole Giæver                         | ノルウェー                             |
| Fünf Sterne （五つ星）                                                                        | Annekatrin Hendel                  | ドイツ                                 |
| 私はあなたのニグロではない I Am Not Your Negro                                                | ラウル・ペック                     | フランス、アメリカ、ベルギー、スイス   |
| Istiyad Ashbah （Ghost Hunting：ゴーストハンティング）                                        | Raed Andoni                        | フランス、パレスチナ、スイス、カタール |
| Mein wunderbares West-Berlin （My Wonderful West Berlin：私の素晴らしい西ベルリン）           | Jochen Hick                        | ドイツ                                 |
| No Intenso Agora （In the Intense Now：強烈な今）                                             | João Moreira Salles                | ブラジル                               |
| El Pacto de Adriana （Adriana’s Pact：アドリアーナの協定）                                    | Lissette Orozco                    | チリ                                   |
| Política, manual de instrucciones （Politics, instructions manual：政治、取扱説明書）         | Fernando León de Aranoa            | スペイン                               |
| Revolution of Sound. Tangerine Dream（音の革命。 タンジェリンドリーム）                       | Margarete Kreuzer                  | ドイツ                                 |
| Ri Chang Dui Hua （Small Talk：スモールトーク）                                               | Hui-chen Huang                     | 台湾                                   |
| ストロング・アイランド Strong Island                                                          | ヤンス・フォード                   | アメリカ、デンマーク                   |
| Tahqiq fel djenna （Investigating Paradise：楽園の調査）                                      | Merzak Allouache                   | フランス、アルジェリア                 |
| Tania Libre                                                                                   | Lynn Hershman Leeson               | アメリカ、ドイツ                       |
| Untitled（無題）                                                                              | Michael Glawogger、 モニカ・ウィリ | オーストリア、ドイツ                   |

### フォーラム部門
- 2 + 2 = 22 [アルファベット]-監督： ハインツ・エミヒホルツ （ドイツ）
- Adiósentusiasmo （So Long Enthusiasm） -監督： ウラジミールデュラン （アルゼンチン/コロンビア）
- エルスケ・ピア（愛するピア） -監督： ダニエル・ジョセフ・ボルグマン （デンマーク）
- 非イベントの年から-監督： アン・キャロリン ・レニンガーとルネ・フレーケ （ドイツ）
- 秋、秋-監督： チャン・ウジン （韓国）
- 集中砲火-監督： ローラ・シュローダー （ルクセンブルク/ベルギー/フランス）
- ビッケルズ[社会主義]-監督： ハインツ・エミヒホルツ （ドイツ/イスラエル）
- カサ・ロシェル-監督： カミラ・ホセ・ドノソ （メキシコ/チリ）
- キャスティング-監督： ニコラス・ワッカーバルト （ドイツ）
- Chemi bednieri ojakhi （私の幸せな家族） -監督： ナナ＆サイモン （ドイツ/ジョージア/フランス）
- Cuatreros （Rustlers） -監督： Albertina Carri （アルゼンチン）
- Dayveon-監督： アンマン・アッバシ （アメリカ）
- Dieste [ウルグアイ]-監督： ハインツ・エミヒホルツ （ドイツ）
- Drôlesd'oiseaux （Strange Birds） -監督： エリーゼジラール （フランス）
- For Ahkeem-Director： ジェレミー・レヴァインとランドン・ヴァン・ゾースト （アメリカ）
- ゴールデンエグジット-ディレクター： アレックスロスペリー （アメリカ）
- ジャサド・ガリブ（外国人） -監督： ラジャ・アマリ （チュニジア/フランス）
- Loak Lairembee （湖の女） -監督： Haobam Paban Kumar （インド）
- ママン大佐（ママ大佐） -監督： デュード・ハマディ （コンゴ民主共和国/フランス）
- エルマールラマール -ディレクター： JP Sniadecki and Joshua Bonnetta （アメリカ）
- エル・マル・ノス・ミラ・デ・レホス（アファールからの海を見つめる） -監督： マヌエル・ムニョス・リバス （スペイン/オランダ）
- メナシェ-監督： ジョシュアZ.ワインスタイン （アメリカ/イスラエル）
- 三ツの光-監督： 吉田耕樹 （日本）
- モン・レッド・ファイ（Railway Sleepers） -ディレクター： Sompot Chidgasornpongse （タイ）
- 祖国（バヤンイナモ） -監督： ラモナS.ディアス （アメリカ/フィリピン）
- モッツァ・エル・ハヤム（干潮） -監督：ダニエル・マン（イスラエル/フランス）
- Mzis qalaqi （太陽の街） -監督： Rati Oneli （ジョージア/アメリカ/オランダ/カタール/アメリカ）
- ニュートン-監督： アミットV.マスルカー （インド）
- Occidental-ディレクター： NeïlBeloufa （フランス）
- Qiu （受刑者） -ディレクター： Ma Li （中国）
- ライフル-監督： Davi Pretto （ブラジル/ドイツ）
- リオ・ヴェルデ。 エルティエンポデロスヤクルナス（グリーンリバー。 ヤクルナスの時代） -監督： アルバロ・サルミエント 、 ディエゴ・サルミエント （ペルー）
- シュール・アクバル・ミン・エル・ホブ（愛よりも 気持ちよかった ） -監督： メアリー・ジルマナス・サバ （レバノン）
- somniloquies-監督： Verena ParavelおよびLucien Castaing-Taylor （フランス/アメリカ）
- スペルリール-ディレクター： フィリパセザール （ドイツ/ポルトガル/フランス/ギニアビサウ）
- Streetscapes [ダイアログ]-監督： ハインツ・エミヒホルツ （ドイツ）
- Tamaroz （シミュレーション） -監督： Abed Abest （イラン）
- 失 Theaterの劇場 -監督： エイドリアン・ヴィラール・ロハス （アルゼンチン）
- 動物 （動物） -監督： グレッグズグリンスキー （スイス/オーストリア/ポーランド）
- Tigmi n Igren （野原の家） -監督： タラ・ハディッド （モロッコ/カタール）
- ティンセルウッド-監督： マリー・ボワニエ （フランス）
- ウェアウルフ-監督： アシュリーマッケンジー （カナダ）
- 無aoiroとして夜空ヘクタールITSUデモ西光Mitsudo（東京夜空は必ずブルーの最も濃いシェードです） -監督： 石井裕也 （日本）

### 世代別

#### ジェネレーション14plus
- ほぼ天国-監督： キャロル・ソルター （イギリス）
- ベン・ニアオ（愚かな鳥） -監督： 黄智 、 大塚隆二 （中華人民共和国）
- バタフライキス-監督： ラファエル・カペリンスキー （イギリス）
- Ceux qui font lesrévolutionsàmoitién'ont fait que se creuser un tombeau （Revolutionを途中で自分だけの墓を掘る人） -監督： マチュー・デニスとサイモン・ラヴォア （カナダ）
- エモ・ザ・ミュージカル-監督： ニール・トリフェット （オーストラリア）
- フリークショー-ディレクター： Trudie Styler （アメリカ）
- インランドロード-監督： ジャッキー・ヴァン・ビーク （ニュージーランド）
- Krolewicz Olch （The Erlprince） -監督： キューバチェカイ （ポーランド）
- ラビング・ローナ-監督： アニカ・カールソンとジェシカ・カールソン （スウェーデン）
- Mulher do pai （ナルオンザボーダー） -監督： クリスティアーネオリベイラ （ブラジル/ウルグアイ）
- 海に沈む高校全体-ディレクター： ダッシュショー （アメリカ）
- Nãoは、meucoraçãoを崇拝します！ （ワタシ少女、私の心を飲み込まないでください！ ） -監督： フェリペブラガンサ （ブラジル/オランダ/フランス）
- ポイE：私たちの歌の物語-監督： テアレパ・カヒ （ニュージーランド）
- シュコラノマー3 （学校番号3） -監督： エリザベータスミスとゲオルグジェノックス （ウクライナ/ドイツ）
- Soldado （兵士） -監督： Manuel Abramovich （アルゼンチン）
- ウィアードス-監督： ブルース・マクドナルド （カナダ）

短編映画： 
- 煙の後-監督：ニック・ウォーターマン（オーストラリア）
- 一言で言えば-監督：ファビオ・フリードリ（スイス）
- ラ・プリマ・スエカ（スウェーデンのいとこ） -監督：イネス・マリア・バリヌエボおよびアグスティナ・サン・マルティン（アルゼンチン）
- リベラ（ホタル） -監督：ホセ・パブロ・エスカミーラ・ゴンサレス・アラゴン（メキシコ）
- 牛乳-監督：ダリア・ブラソワ（ロシア/リトアニア）
- モーニングカウボーイ-監督：フェルナンドポマレス（スペイン/フランス）
- シェバ・ダコット（7分） -監督：アサフ・マクネス（イスラエル）
- サイレンズ-監督：エマニュエルトゥルース（モナコ）-非コンペティション
- スマッシュ-監督：ショーン・ラヒフ（オーストラリア）
- SNIP-監督：テリル・カルダー（カナダ）
- ジャングルはあなたよりも良いことを知っている-監督：Juanita Onzaga（ベルギー/コロンビア）
- U Plavetnilo （Into the Blue） -監督：Antoneta Alamat Kusijanovic（クロアチア/スロベニア/スウェーデン）
- ホワイト・ライオット：ロンドン-監督：ルビカ・シャー（イギリス）
- ウルフ-監督：クレア・ランドール（オーストラリア）

#### ジェネレーションKplus
長編映画とドキュメンタリー映画： 
- アメリ・ランズ （別のフェスティバルタイトルマウンテンミラクル-予期せぬ友情 ）-監督： トビアスヴィーマン （ドイツ/イタリア）
- As duas Irenes （Two Irenes） -監督： Fabio Meira （ブラジル）
- 私が誰になるか-監督： ムン・チャンヨン 、 チョン・ジン （韓国）
- フリーダス・サマー （Estiu 1993） -監督： カーラ・シモン （スペイン/フランス）
- バニースクール-黄金の卵を 探して -監督： ユテ・フォン・ミュンコウ・ポール （ドイツ）
- オスカーのアメリカ（オスカーのアメリカ）-監督： トルフィン・イヴェルセン （ノルウェー/スウェーデン）
- PiataLoď （リトルハーバー） -ディレクター： IvetaGrófová （スロバキア共和国/チェコ/ハンガリー）
- プリメロ・エネロ （1月） -監督： ダリオ・マスカンブローニ （アルゼンチン）
- レッドドッグ：トゥルーブルー-ディレクター： Kriv Stenders （オーストラリア）
- リチャードザコウノトリ（チラシ-リトルバード、ビッグラトル） -監督： トビーゲンケルとレザメマリ （ドイツ/ベルギー/ルクセンブルク/ノルウェー）
- Shi Tou （Stonehead） -ディレクター： Xiang Zhao （中華人民共和国）
- テソロス-監督： マリア・ノヴァロ （メキシコ）
- Uilenbal （フクロウ＆マウス） -監督： Simone van Dusseldorp （オランダ）
- Upp i detblå （ Up in the Sky） -監督： ペッター・レンストランド （スウェーデン）
- ウォレイ-監督： ベルニ・ゴールドブラット （フランス/ブルキナファソ/カタール）

短編映画： 
- 1Minuutje natuur （自然の1分） -監督：Stefanie VisjagerおよびKatinka Baehr（オランダ）
- アーバ（祖父） -監督： アマル・カウシク （インド）
- リトルバードとキャタピラー-監督：レナ・フォン・ドーレン（スイス）
- DziedošaisHugo unviņaneticamiepiedzīvojumi （歌うヒューゴと彼の信じられないほどの冒険） -監督：Reinis Kalnaellis（ラトビア）
- Em busca da terra semales （悪のない土地を求めて） -監督：アンナ・アゼベド（ブラジル）
- Engiteng 'Narok Lukunya （ブラックヘッドカウ） -ディレクター：エリザベスニコルズ（アメリカ）
- ハリネズミの家-監督： エヴァ・クビヤノビッチ （カナダ/クロアチア）
- Jazzoo-ディレクター：Adam Marko-Nord（スウェーデン）
- Li.le-監督：ナティア・ニコラシビリ（ジョージア）
- ミン・ホモシスター（私のゲイ・シスター） -監督：リア・ヒエタラ（スウェーデン/ノルウェー）
- Odd er et egg （Odd is a Egg） -ディレクター：Kristin Ulseth（ノルウェー/ポルトガル）
- 約束-監督：謝天（アメリカ）
- サバク-監督：マリーズ・ファン・デル・ウェル（オランダ）
- Terrain de jeux （プレイグラウンド） -監督：Maxence Lemonnier（フランス）
- The Catch-ディレクター：ホリーブレースラヴォア（カナダ）
- 彼女のドレス-監督：ウェン・チー・イー（台湾）
- Vulkánsziget （ Volcanoisland ） -監督：アンナ・カタリン・ロヴァリティ（台湾）
- XaléBuRérr （ロストチャイルド） -監督：Abdou Khadir Ndiaye（セネガル）

### 視点ドイツ映画

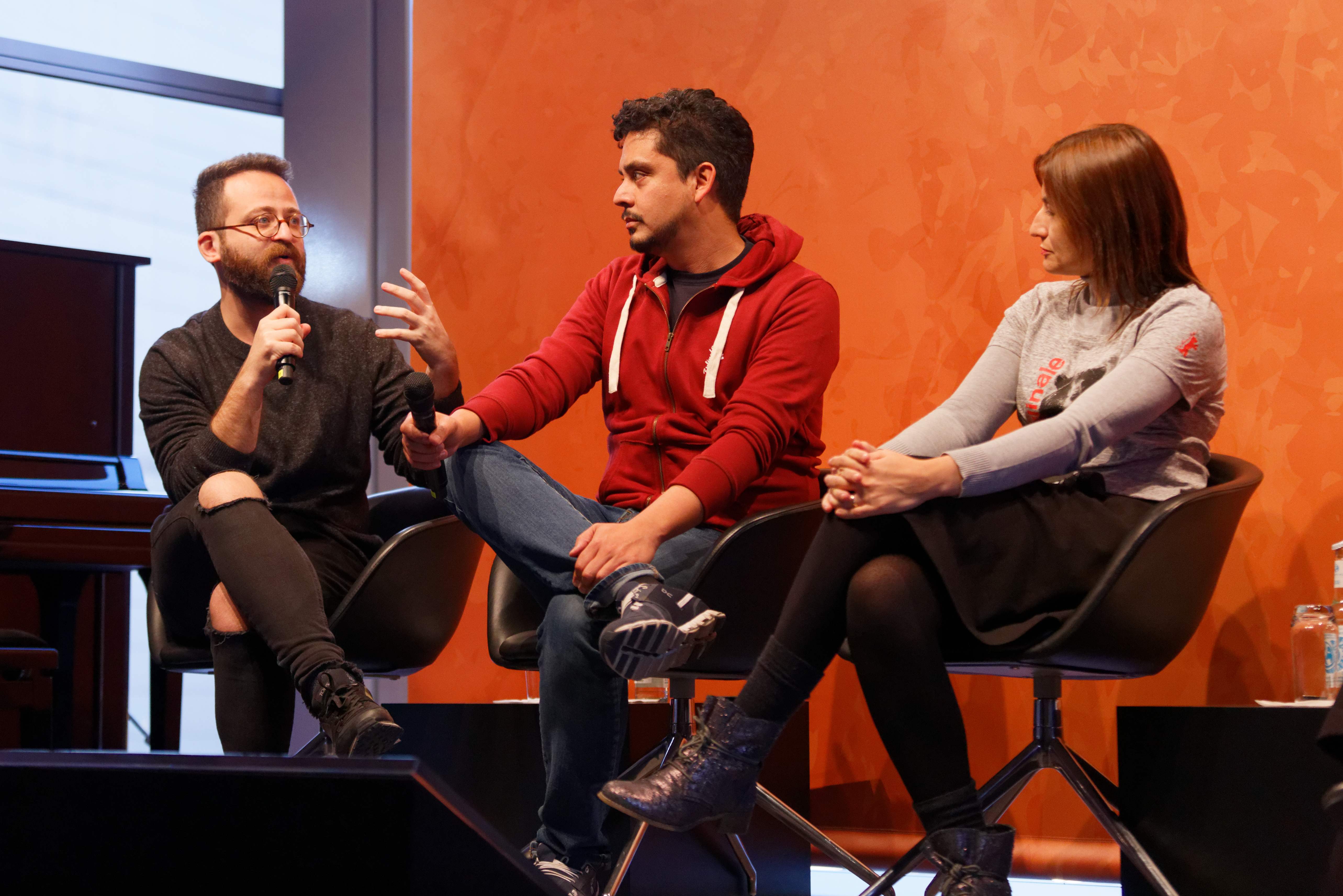
アウディラウンジでのGWFF審査員によるディスカッション：Mahmoud Sabbagh（左）とJayro Bustamante（中央）

以前に招待された投稿：  

### ベルリンスペシャル
Berlinale Specialセクションでは、 Berlinale Cameraと厳選された国際シリーズを受賞した個性豊かな人物による、またはその人物に関する特別な新作、映画を特集している  
作品： 
- the bomb-監督： ケビン・フォード 、 スムリティ・ケシャリ 、 エリック・シュロッサー （アメリカ）、The Acidのライブ音楽をフィーチャーした実験映画
- 若きカール・マルクス （Le jeune Karl Marx） -監督： ラウル・ペック （フランス/ドイツ/ベルギー）、 オーガスト・ディール 、 ステファン・コナリスク 、 ヴィッキー・クリープ 、 ハンナ・スティール 、 オリヴィエ・グルメ
- ラ・リベルタッド・デル・ディアブロ（悪魔の自由） -監督： エバールド・ゴンサレス （メキシコ）、ドキュメンタリー
- Maudie-ディレクター： Aisling Walsh （カナダ/アイルランド）、主演サリーホーキンス 、 イーサンホーク 、 カリマッチェット 、 ザカリーベネット
- ネマ-YEのnazdik（クローズアップ） -監督： アッバス・キアロスタミ （1990イラン）、とホサインSabzian 、 モフセン・マフマルバフ 、 Abolfazl Ahankhah 、 Mehrdad Ahankhah 、 Monoochehr Ahankhah （復元されたバージョン、文化プログラムの「イランの近代化」の一環として、 ドイツ文化センター ）
- ラ・レイナ・デ・エスパーニャ（スペインの女王） -監督： フェルナンド・トルエバ （スペイン）、とペネロペ・クルス 、 アントニオ・レジンズ 、 チノダーリン 、 ケイリー・エルウィス 、 マンディ・パティンキン 、 ネウス・アセンシー 、 アナ・ベレン
- 裁判：ロシア対オレグ・ゼンソフ -監督： アスコルド・ クロフ （エストニア/ポーランド/チェコ）、ドキュメンタリー（30年欧州映画アカデミー ）
- ハバナの最後の日々 （Últimosdíasen La Habana） -監督： フェルナンド・ペレス （キューバ/スペイン）、 ホルヘ・マルティネス 、 パトリシオ・ウッド 、 ガブリエラ・ラモス
- 沈没した都市Z （The Lost City of Z） - ジェームス・グレイ （アメリカ）監督、 チャーリー・ハナム 、 シエナ・ミラー 、 ロバート・パティンソン 、 トム・ホランド

テレビ番組： 
- 4ブロック -監督： マーヴィン・クレン （ドイツ）、 キダ・コドル・ラマダン 、 フレデリック・ラウ 、 ヴェーゼル・ゲリン 、 アルミラ・バグリアシック 、 マリアム・ザリー 、 カロリナ・ロディガ 、 オリバー・マスッチ
- 8時間は1日ではありません -ディレクター： Rainer Werner Fassbinder （FRG 1972-5部構成のテレビシリーズ）
- 表面下-監督： カスパー・バーフォード （デンマーク/ドイツ）、 ヨハネスラッセン 、 サラヒョルトディトレヴセン 、 パプリカスティーン
- ブラックスポット- ティエリーポワローとジュリアンデスポ （フランス/ベルギー）監督、 スリアンブラヒム 、 ローランカペルト 、 ヒューバート デラトレ 、 サミュエルジュイ主演
- 同じ空-監督： オリバー・ヒルシュビーゲル （ドイツ/チェコ共和国）、 トム・シリング 、 ソフィア・ヘリン 、 フリーデリケ ・ベヒト 、 ベン・ベッカー 、 ヨルク・シュタット
- パトリオット-アイデア： スティーブ・コンラッドと（アメリカ/チェコ共和国）、 マイケル・ドーマン 、 カートウッド・スミス 、 マイケル・チャーナス 、 キャスリーン・マンロー 、 アリエット・オップハイム 、 クリス・コンラッド 、 テリー・オクィン
- SS- GB-監督： フィリップ・カデルバッハ （イギリス）、 サム・ライリー 、 ケイト・ボスワース 、 ラース・アイディンガー 、 ジェームズ・コスモ 、 ライナー・ボック 、 メイヴ・ダーモディ 、 アノリン・バーナード 、 ジェイソン・フレミン

### 回顧とベルリン古典
- Avanti Popolo - 監督： ラフィ・ブカイ （イスラエル、1986）
- アニー・ホール - 監督： ウディ・アレン （アメリカ、1977）
- Canoa - 監督： フェリペ・カザルス （メキシコ、1976年審査員グランプリ ）
- モーリス - 監督： ジェームズ・アイヴォリー （1987年、イギリス）
- ナイト・オブ・ザ・リビングデッド - 監督： ジョージ・A・ロメロ （アメリカ、1968）
- シュヴァルツァー・キース - 監督： ヘルムート・カウトナー （ドイツ、1961）
- ターミネーター2 3D - 監督： ジェームズ・キャメロン （アメリカ/フランス、1991）

## 受賞者
コンペティション部門
以下の賞が授与された。
- 金熊賞 – 『心と体と』- イルディコー・エニェディ
  - 金熊名誉賞 – ミレーナ・カノネロ
- 審査員グランプリ (銀熊賞) – 『わたしは、幸福』- アラン・ゴミス
- 銀熊賞 (監督賞) – アキ・カウリスマキ (『希望のかなた』)
- 銀熊賞 (女優賞) – キム・ミニ (『夜の浜辺でひとり』)
- 銀熊賞 (男優賞) – ゲオルク・フリードリヒ (『ブライト・ナイツ』)
- 銀熊賞 (脚本賞) – セバスティアン・レリオ、ゴンサロ・マサ (『ナチュラルウーマン』)
- 銀熊賞 (芸術貢献賞) – ダナ・ブネスク (『アナ、モナムール』)

ベルリンショーツ部門
- 金熊賞 (短編映画賞)： Diogo Costa AmaranteによるCidade Pequena
- シルバーベア-審査員賞 ： エステバンアランゴイズジュリアンによるEnsueñoen la Pradera
- アウディショートフィルムアワード： ストリートオブデス -Karam Ghossein
- ヨーロッパ映画賞のベルリン賞ノミネート：
- 栄誉ある言及： ニコラス・スアレスの チェンタウロ

ドキュメンタリー部門
- 最優秀ドキュメンタリー： Raed AndoniによるIstiyad Ashbah（Ghost Hunting）

第一の特徴
- 最高の最初の機能： フリーダ・ソマー （Estiu 1993） カーラ・シモン

世代別 
- クリスタルベアによってバタフライキス ：ベスト長編映画のためのラファエル・Kapelinski
- 栄誉ある言及： マシュー・デニス 、 サイモン・ラヴォア 著「Cueux qui font lesrévolutionsàmoitién'ont fait that que creuser un tombeau」

- 最高の短編映画のためのガラス熊： クレア・ランドールの ウルフ
- 名誉ある言及： SNIP by Terril Calder

- ジェネレーション14プラス国際審査員賞の最優秀賞： Shkola nomer 3（School Number 3） by Yelizaveta Smith and Georg Genoux
- 佳作： ベン・ニアオ（愚かな鳥）黄智と大塚隆二

- ジェネレーション14プラスの最優秀短編映画国際審査員特別賞： ジャングルはあなたよりもあなたをよく知っているJuanita Onzaga
- 称賛に値する ： U Plavetnilo（Into the Blue） by Antoneta AlamatKusijanović

ドイツ映画の展望 
- コンパスパースペクティブプライズ： エイドリアンゴイギンガーによるすべての世界のベスト
- 審査員特別賞： ニコラス・シュミットによる最終ステージ

独立審査員 
- FIPRESCI賞 ：によってTestrőlESlélekről イルディコ・エニエディ （競争）、の振り子 ジュリア・ムラート （パノラマ）の感じより大愛 メアリーJirmanusサバ （フォーラム）
- LGBT関連のベスト長編映画テディ賞 ： セバスチャン・レリオによるUna mujerfantástica
- パノラマ観客賞 
  - ベストフィーチャー： フィリップヴァンレーウに 夢中
  - 最高のドキュメンタリー： ラウル・ペックの 「私はあなたのニグロではない」
- アムネスティ国際賞： エベラルド・ゴンサレスによる悪魔の自由
- エキュメニカル審査員賞 ：TestrőlESlélekrőlイルディコ・エニエディ（競争）、でパラダイスの調査 マーザック・アロワッチ （パノラマ）、Dieudoハマディのママ大佐 （フォーラム）
- ドイツ映画賞 ：サリー・ポーターの ザ・パーティー
- リーダーズチョイス賞:ベルリナーMorgenpost：TestrőlESlélekrőlイルディコ・エニエディ（長編映画）
- 読者Tagesspiegel：のママ大佐 Dieudoハマディ （ドキュメンタリー）
- Companion Promotional Awards： System Sprenger by Nora Fingscheidt （Berlinale Talents 2017）、 The Green Budgie by Levin Peter and Elsa Kremser（Perspektive Deutsches Kino 2016） [13]

賞
- 金熊名誉賞 ： ミレーナ・カノネロ
- ベルリンのカメラ ： ナンスン・シー 、 ジェフリー・ラッシュ 、 サミール・ファリド